# Lepidodexia rufipes
Lepidodexia rufipes är en tvåvingeart som först beskrevs av Carroll William Dodge 1965.  Lepidodexia rufipes ingår i släktet Lepidodexia och familjen köttflugor.
Artens utbredningsområde är Bahamas. Inga underarter finns listade i Catalogue of Life.